# Рождественський Валерій Ілліч
Валерій Ілліч Рождественський (2 лютого 1939 — 31 серпня 2011) — космонавт, Герой Радянського Союзу, полковник-інженер.

## Біографія
Член Комуністичної Партії Радянського Союзу з 1961 року. У 1961 також закінчив Вище військово-морське інженерне училище імені Ф. Е. Дзержинського. З 1965 року в загоні космонавтів.

## Політ у космос
14-16 жовтня 1976 року разом із В. Д. Зудовим здійснив політ у космос на космічному кораблі Союз-23 як бортінженер. Але політ був достроково припинений внаслідок неполадок корабля. Командиру корабля Зудову В'ячеславу і Валерію Рождественському довелося приводнитися на озері  Тенгіз (єдине приводнення в практиці радянської космонавтики).